# Свешников, Владимир Сергеевич
Влади́мир Серге́евич Све́шников (Кемецкий) (1902, Санкт-Петербург — 29 января 1938) — русский поэт.

## Биография
Владимир Сергеевич Свешников (Кемецкий — псевдоним по фамилии матери) родился в 1902 году в Санкт-Петербурге. Отец его был, скорее всего, офицером.
После революции семья эмигрировала сначала в Берлин, потом в Париж. У Владимира Свешникова рано обнаружился поэтический талант. Он был принят в салоне Зинаиды Гиппиус и Дмитрия Мережковского, пользовался там большим успехом.
В 1926 году Владимир Свешников вместе с небольшой группой молодёжи получил разрешение вернуться в Советский Союз и поселился в Харькове. Вскоре был осуждён на пять лет за шпионаж и сослан в Соловецкий лагерь.

«На Соловках он был вечно голоден, ходил полным оборванцем. Один из начальников лагеря женился на бывшей заключённой из интеллигентной компании (её подруга была Лада Могилянская). Она была восхищена его стихами, которые печатались в „Соловецких островах“, и раза два посылала ему махорку и какую-то скромную еду».

Владимир Свешников был арестован 23 ноября 1937 года и сослан в Воркутинские лагеря. Расстрелян в январе 1938 года в Ухтпечлаге. В мае 1957 года дело на него было прекращено «за отсутствием состава преступления».